# Studio 2000
Studio 2000 é um estúdio cinematográfico de filmes pornográficos gays com sede em São Francisco, Califórnia.  Foi fundada em 1992 pelo produtor Scott Masters e pelo diretor John Travis. Atualmente é controlada por dois antigos executivos da Falcon Entertainment que adquiriram o estúdio em abril de 2006 apos a aposentadoria de Masters e  Travis.

## Historia
O Studio 2000, foi fundado em 1992. Masters e Travis tinham trabalhado anteriormente de forma indeopendente e para todos os estúdios grandes de entretenimento adulto gay. Com o  Studio 2000, eles  esperavam  criar um ambiente onde eles poderiam criar videos com uma qualidade superior, voltados para o entretenimento sem viver sobre pressão dos chefes de outros estúdios.Takedown, um dos seus primeiros filmes juntos, foi um sucesso e contou com Adam Hart e uma série de outros modelos populares em um filme descrito pela  Bijou World como uma "volta da trama e da atuação séria sem perder o tesão porno". Em 1995, Masters  e Travis haviam incorporado e construído um escritório para abrigar uma equipe para a produtora em tempo integral. Eles também se moveram na direção de um cronograma de produção mais consistente, liberando primeiramente seis e depois doze produções por ano (alguns dos quais foram produzidos no exterior e lançados  sob o selo da  International Studio 2000), um modelo que durou até a data da aposentadoria dos dois. O ponto alto foi alcançado em 2000, quando Dream Team da Studio 2000 ganhou seu primeiro (e, até agora, a único) troféu de  Best Gay Video da GAYVN Awards, bem como o prêmio de Best Romance Video no grabby Awards.

## Filmes notáveis
- A Body to Die For
- Blades
- Dark Side of the Moon
- Don't Dick with Devil
- Dream Team
- Grease Guns
- Seamen First Class
- The Size of It
- SuperCharge
- Tailspin
- West Hollywood Hope
- Wildlands
- Whatever You Say, Sir!